# Królik domowy
Królik domowy (Oryctolagus cuniculus f. domesticus) – udomowiona forma królika europejskiego (Oryctolagus cuniculus), zajęczaka z rodziny zającowatych. Prawdopodobnie po raz pierwszy udomowiony w Hiszpanii. Po podbiciu Hiszpanii przez Rzymian hodowla królików została przeniesiona na teren cesarstwa rzymskiego.
Początkowo celem hodowli królików było tylko zwiększenie masy ciała. Z czasem zaczęto je hodować również dla wełny i skór. Królik ma nie tylko znaczenie gospodarcze, jest również wykorzystywany jako zwierzę laboratoryjne i coraz częściej pełni funkcję zwierzęcia domowego, trzymanego dla towarzystwa.

## Charakterystyka ogólna

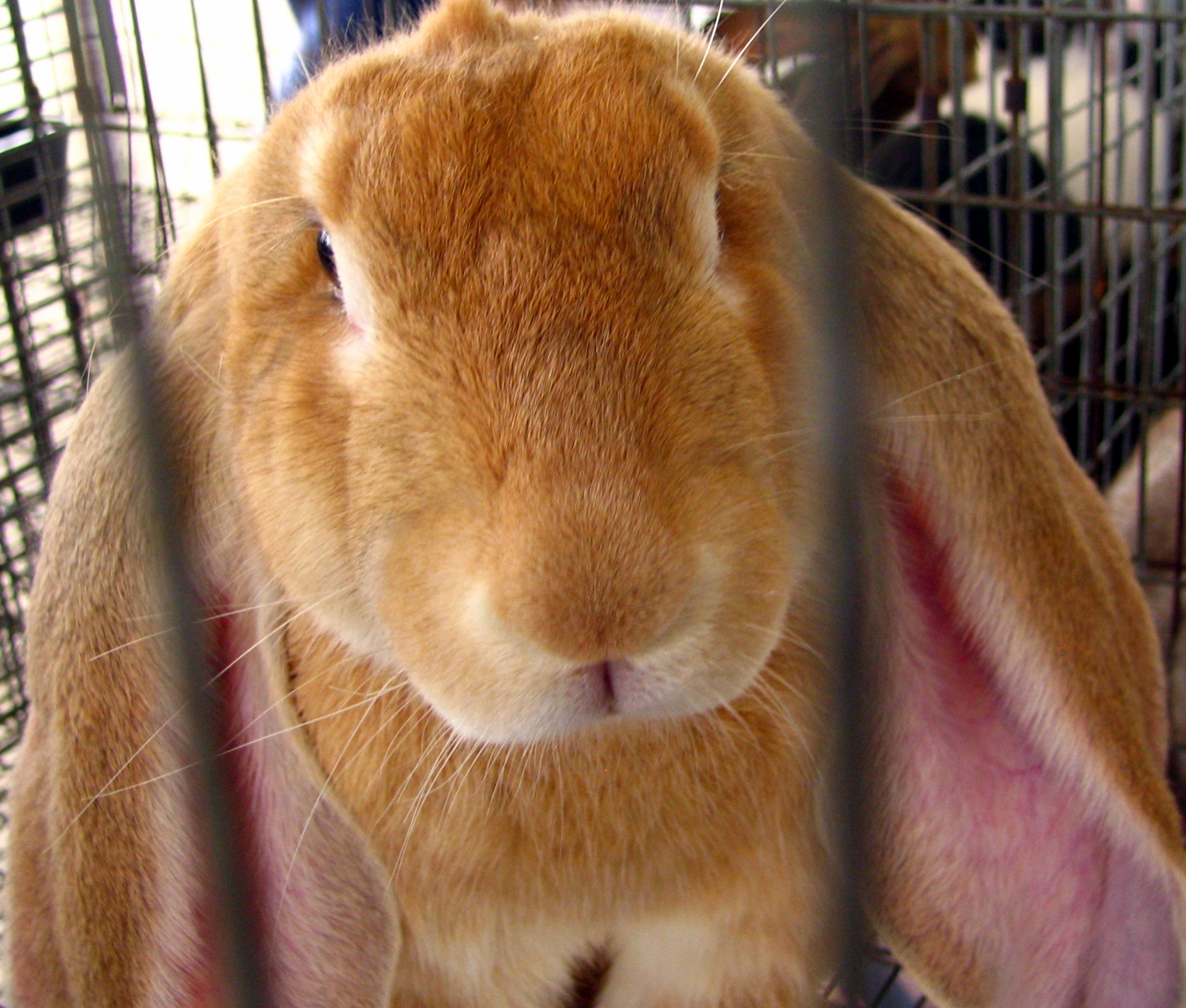
Długie królicze uszy

Króliki mają charakterystyczne długie uszy, krótki ogon, charakterystycznie poruszający się nos, długie tylne łapy, przednie – krótsze oraz oczy duże, okrągłe i wypukłe. Żyją zazwyczaj od 6 do 8 lat (zdrowe króliki domowe mogą dożyć nawet ponad 12 lat) i ważą do 7 kg. Zdolność płciową osiągają w wieku 4–8 miesięcy. Długie uszy wyostrzają słuch oraz uczestniczą w procesie termoregulacji. Oczy królicze umożliwiają widzenie nawet w ciemnościach. Ich boczne ustawienie zwiększa kąt widzenia. Ponadto króliki mają bardzo dobrze rozwinięty węch. Króliki śpią głównie w dzień, natomiast w nocy są aktywne.

### Zajęczak czy gryzoń
Podstawową różnicą w budowie między zajęczakami (Lagomorpha), a gryzoniami (Rodentia) jest uzębienie. Gryzonie mają jedną parę górnych siekaczy, a zajęczaki, w tym króliki, mają w szczęce dwie pary siekaczy oraz mają charakterystyczne długie uszy (przykład na fotografii) uczestniczące w procesie termoregulacji. Gryzonie poruszają dolną szczęką w przód i w tył, a zajęczaki rozdrabniają pożywienie okrężnymi ruchami szczęki. Ponadto gryzonie są w stanie trzymać pożywienie w przednich łapach, a zajęczaki – nie. Zgodnie z dzisiejszym stanem wiedzy wydaje się, że zajęczaki i gryzonie ewoluowały niezależnie z pierwotnych ssaków owadożernych.
Ponieważ różnice biologiczne pomiędzy rodzajem Oryctolagus i Lepus są zbyt duże, w toku badań odrzucono możliwość kojarzenia się tych dwóch rodzajów. Wcześniej postulowano istnienie mieszańców między zającami a królikami nazywanych leporydami lub zająco-królikami.

## Historia
Związki człowieka z królikiem można prześledzić od czasów biblijnych. Księgi Kapłańska i Powtórzonego Prawa wymieniają królika jako zwierzę nieczyste. Feniccy żeglarze natknęli się na króliki na półwyspie Iberyjskim i omyłkowo biorąc je za góralki nazwali je i-shepan-ham. Błędnie użyta fenicka nazwa królika stała się podstawą dla łacińskiej nazwy prowincji rzymskiej – Hispanii. Starożytny geograf Strabon w 3 tomie swojego dzieła Geographica hypomnemata określił Hiszpanię jako "krainę królików". Pliniusz Starszy w swej Historia naturae pisał o pladze królików na Balearach oraz o zniszczeniach w umocnieniach Tarragony, dokonanych przez króliki kopiące nory w wałach miasta. Mięso królików było na tyle lubiane przez Rzymian, że introdukowali oni króliki na terenie całego Imperium Rzymskiego.
Dobór sztuczny królików rozpoczął się w średniowieczu we francuskich klasztorach. Mnisi byli zainteresowani królikami, ponieważ uważali nowo narodzone zwierzęta, jak też królicze płody, za zwierzęta wodne, których mięso można było spożywać w czasie wielkiego postu.
Początkowo dobór był ukierunkowany na wielkość i łagodność zwierząt. W XVI wieku pojawiły się pierwsze rasy kolorowe. Jeden z pierwszych przykładów królików hodowanych dla ich futra przedstawia obraz Hansa Hoffmanna Hare z 1587. W 1700 istniało już 7 ras kolorowych.
W XIX wieku, kiedy pojawiło się powszechne zainteresowanie zwierzętami, miłośnicy królików rozpoczęli wystawy królików w Europie Zachodniej i Stanach Zjednoczonych. Tworzono i modyfikowano rasy dla potrzeb wystaw, odchodząc od ras, które były stworzone w celu dostarczania pokarmu, futra lub wełny.
Pojawienie się królików jako zwierząt trzymanych w domach rozpoczęło się w Epoce wiktoriańskiej. Udomowione króliki stały się popularne jako zwierzęta pokazowe i maskotki, w wielu miejscach urządzano wystawy królików. W 1910 r. powstało w Kanadzie i USA American Rabbit Breeders' Association (ARBA), które ustala standardy hodowli i corocznie autoryzuje wiele tysięcy wystaw.

## Chów i hodowla

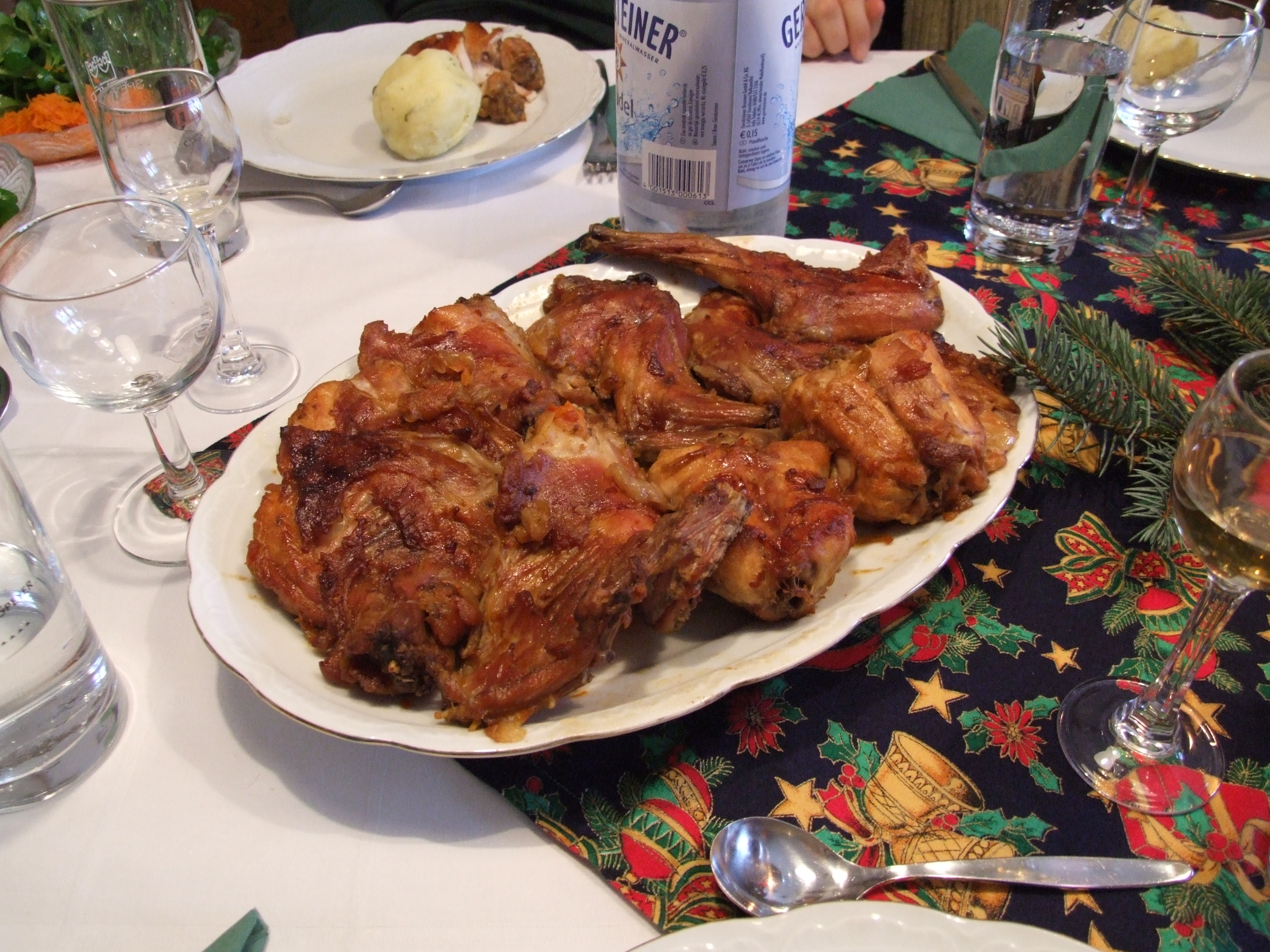
Królik pieczony

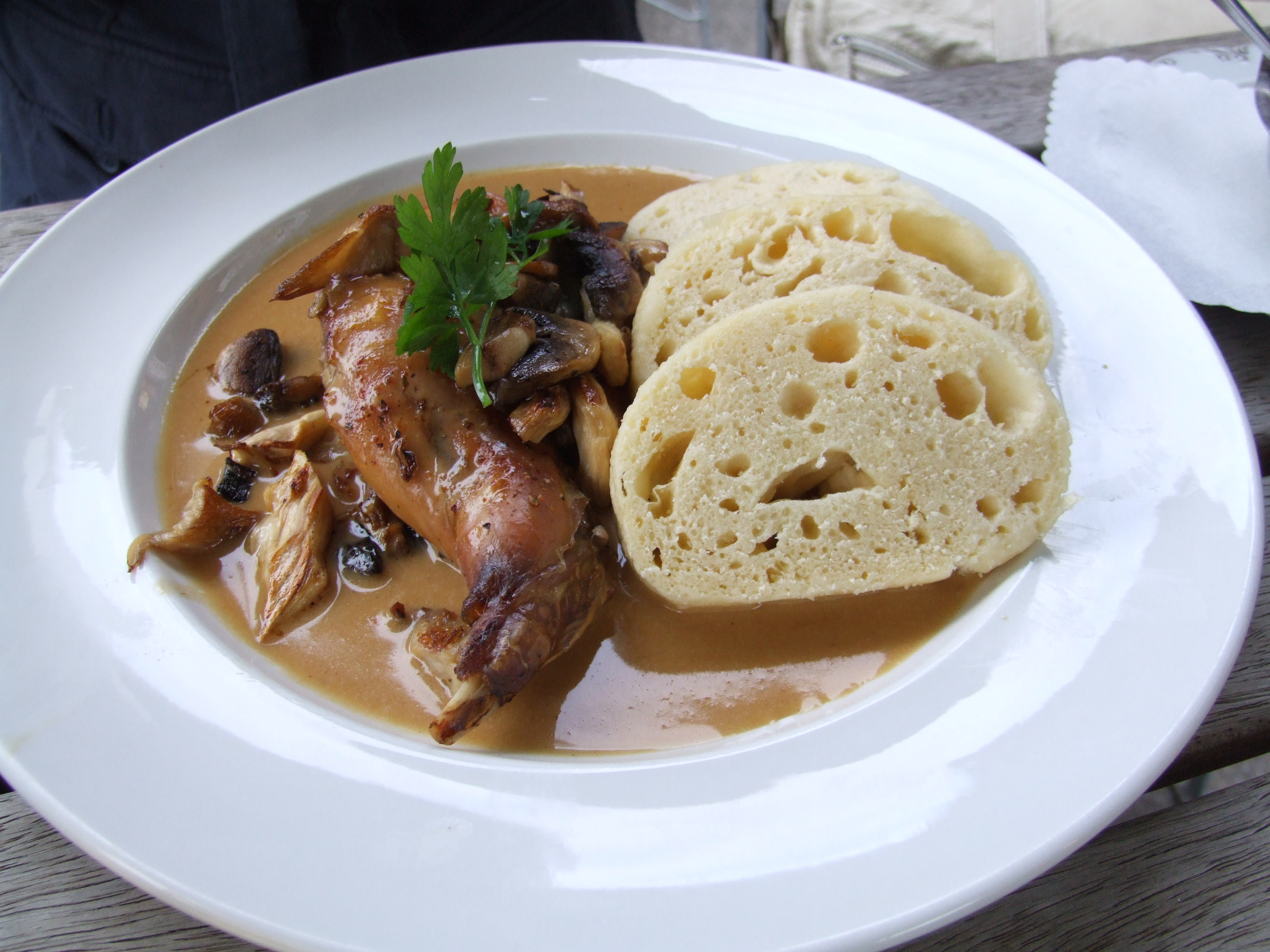
Noga z królika z sosem i knedlami czeskimi

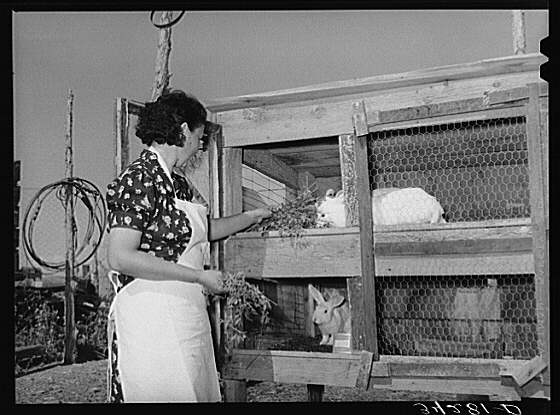
Klatki dla królików

Królik domowy jest hodowany dla mięsa, skór, wełny i futra. Największymi producentami mięsa króliczego na świecie są Hiszpania, Francja i Włochy. W Polsce hodowla królików rozwinęła się po II wojnie światowej. Częściowo podupadła po 1989, jednak teraz ponownie rozwija się.
Według Głównego Urzędu Statystycznego w roku 2007 w rzeźniach i ubojniach ubito 591 220 królików. Jednak inna publikacja tej samej instytucji mówi, że pogłowie samic królików w czerwcu 2007 roku wynosiło 1 075 200. W dokumencie GUS "Fizyczne rozmiary produkcji zwierzęcej w 2007 roku" liczba ubitych królików podana jest w tonach: 5942. Dzieląc liczbę ton przez 3,5 kg (średnią wagę królika hodowanego na mięso, futro i wełnę) otrzymamy około 1 mln 698 tysięcy królików ubitych.

### Pomieszczenia
Króliki jako zwierzęta udomowione wymagają odpowiedniego zaadaptowania pomieszczeń, które zapewnią odpowiednią ochronę przed ich naturalnymi wrogami i niesprzyjającymi warunkami atmosferycznymi. W ciągu wielu lat hodowli w zależności od strefy geograficznej, rozmiaru i kierunku hodowli ukształtowały się bardzo różne techniki chowu królików.
Wybrane systemy chowu królików:
- chów półwolny – w okresie średniowiecza kontynuowany jako tzw. chów ogrodowy
- chów w pomieszczeniach inwentarskich
- chów w klatkach na otwartej przestrzeni
- chów w nieogrzewanych pomieszczeniach zamkniętych
- chów w pomieszczeniach ogrzewanych

### Rozród
Króliki wszystkich ras osiągają dojrzałość płciową w wieku około 3–4 miesięcy. W zwykłych warunkach chowu rasy małe i średnio duże osiągają zdolność rozrodczą w wieku około 5–7 miesięcy, z kolei rasy duże w wieku około 8 miesięcy. Ciąża u królika trwa z reguły 31–32 dni.

### Wychów
Króliki rodzą się ślepe, głuche i łyse. Ważą w zależności od rasy i liczebności miotu od 40 do 70 g. Okrywa włosowa zaczyna im wyrastać po 3 dniach, a oczy otwierają po 10–12 dniach. Liczba młodych w gnieździe zależy przede wszystkim od rasy. 

### Użytkowość

#### Testy laboratoryjne

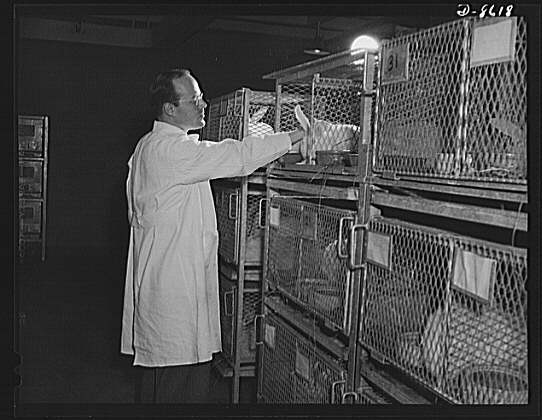
Króliki użytkowane w eksperymentach

Króliki wykorzystuje się w pracach laboratoryjnych, takich jak produkcja przeciwciał, szczepionek oraz w badaniach toksykologii. Według Towarzystwa Humanitarnego Stanów Zjednoczonych króliki są także szeroko użytkowane w badaniu astmy oskrzelowej, zapobieganiu udarowi mózgu, mukowiscydozy, cukrzycy i nowotworów złośliwych. Obrońcy praw zwierząt są przeciwni eksperymentom na zwierzętach w celach niemedycznych, takich jak testowanie kosmetyków i środków czystości, rezultatem czego jest zmniejszenie użycia królików w tych testach.

#### Gastronomia i żywienie dietetyczne
Mięso królików jest wysokiej jakości, ma specyficzne walory kulinarne. Pod względem zawartości białka, tłuszczu i cholesterolu, a także dzięki korzystnemu składowi wielonienasyconych kwasów tłuszczowych może ono być produktem konkurencyjnym w stosunku do mięsa drobiowego czy mięsa czerwonego.

##### Podział tuszy króliczej
Królik ze względów ekonomicznych jest ubijany w okresie, kiedy ma najlepszej jakości futro, tj. po zmianie sierści, co zdarza się dwa razy w roku. Do uboju przeznacza się zwierzęta w wieku około 4 miesięcy. Wynikająca stąd masa tuszy waha się w granicach 0,9–1,5 kg. Tusza ma podłużny kształt, długości około 40 cm.
Poniżej przedstawiono podział tuszy króliczej w kolejności odpowiadającej wartości kulinarnej:
- comber – stanowiący część grzbietową, wyróżnia się widoczną z wierzchu jasną (białawą) warstwą mięsa z wyraźną granicą. Mięso z combra charakteryzuje się kruchością przypominającą pierś kurczaka i stanowi najlepszą część mięsa królika.
- udźce – tzn. tylne nogi.
- łapki przednie
- przodek – jest to kilkumilimetrowa warstwa mięsa okrywająca cały brzuch zwierzęcia. Charakteryzuje się stosunkowo niską wartością kulinarną i dlatego w gastronomii nie jest sprzedawany osobno, tylko dzielony między inne części tuszy.

Głowa, jelita i odbyt są odrzucane i nie biorą udziału w podziale tuszy. Przydatne do spożycia są natomiast płuca, serce, nerki i wątroba, z których w połączeniu z przednimi częściami tuszy sporządza się pasztety i masy mięsne.

## Królik w domu

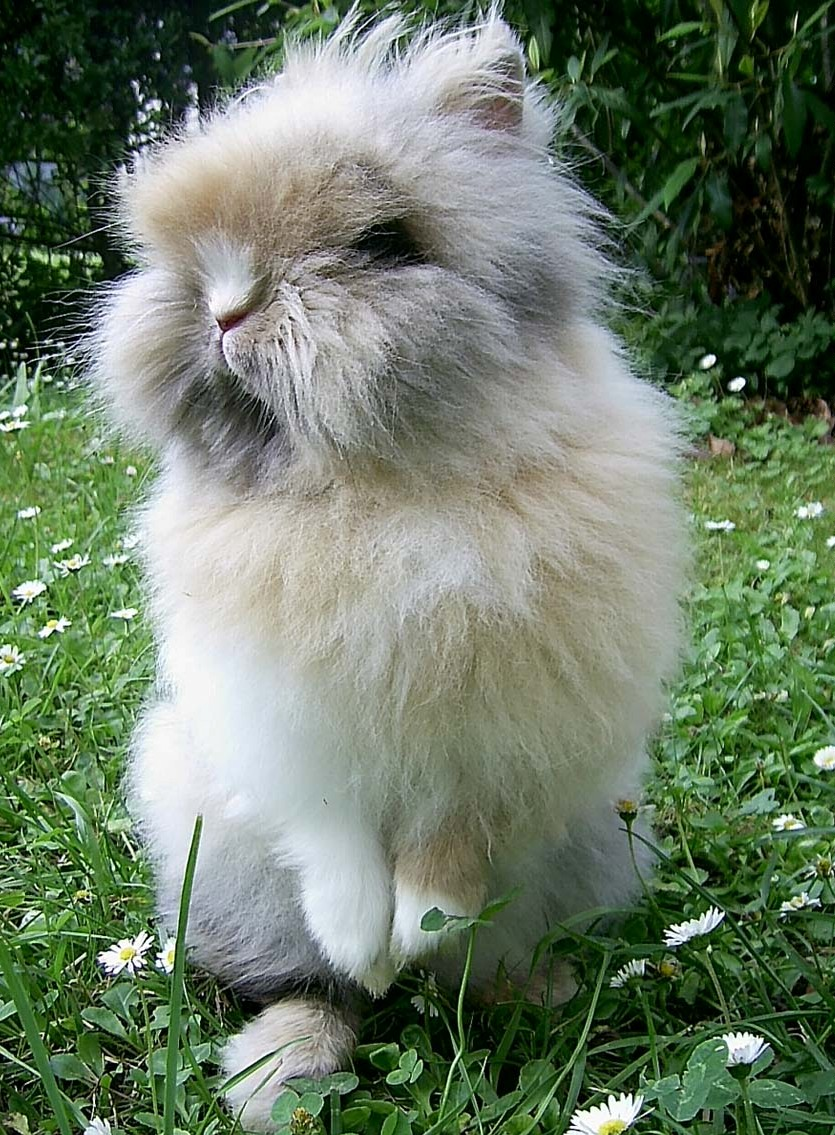
Mały królik

Króliki w ostatnich latach stały się jednym z najpopularniejszych zwierząt towarzyszących. Nie są jednak odpowiednimi zwierzętami dla małych dzieci, jako iż nie lubią być noszone oraz boją się nagłych, głośnych hałasów oraz gwałtownych ruchów. Oswojone króliki bardzo często lubią być głaskane, szczególnie po głowie. Można nauczyć je korzystania z kuwety, a metodą pozytywnego wzmocnienia można nauczyć ich sztuczek, takich jak przychodzenie na zawołanie, targetowanie, przeskakiwanie, czy inne.  Wbrew powszechnemu przekonaniu, króliki nie są zwierzętami tanimi w utrzymaniu. Aż 80% opiekunów niedoszacowuje minimalnych miesięcznych kosztów utrzymania królika.

### Towarzystwo dla królika
Królik jest zwierzęciem silnie stadnym. Żaden człowiek nigdy nie zastąpi królikowi kompana swojego gatunku, tak samo z innymi zwierzętami (pies, świnka morska, kot) - królik koniecznie potrzebuje kompana swojego gatunku żeby być w stanie spełniać swoje podstawowe potrzeby społeczne. By łączone osobniki mogły żyć w zgodzie konieczne jest poddanie je zabiegowi kastracji, ponieważ - niezależnie od płci - może dochodzić do walk. Króliki są zwierzętami silnie terytorialnymi i zaprzyjaźnianie powinno się rozpocząć na neutralnym gruncie (wanna, obcy pokój).
Zasady łączenia królików:
- Wszystkie łączone króliki muszą być poddane zabiegowi kastracji
- Króliki powinny być zdrowe bądź posiadać ustabilizowaną sytuację zdrowotną
- Nie łączymy królików bardzo młodych (do 4/5 miesięcznych) z dorosłymi
- Łączenie rozpoczynamy na neutralnym gruncie
- Rozdzielamy króliki tylko, jeśli dochodzi do rozlewu krwi[28]

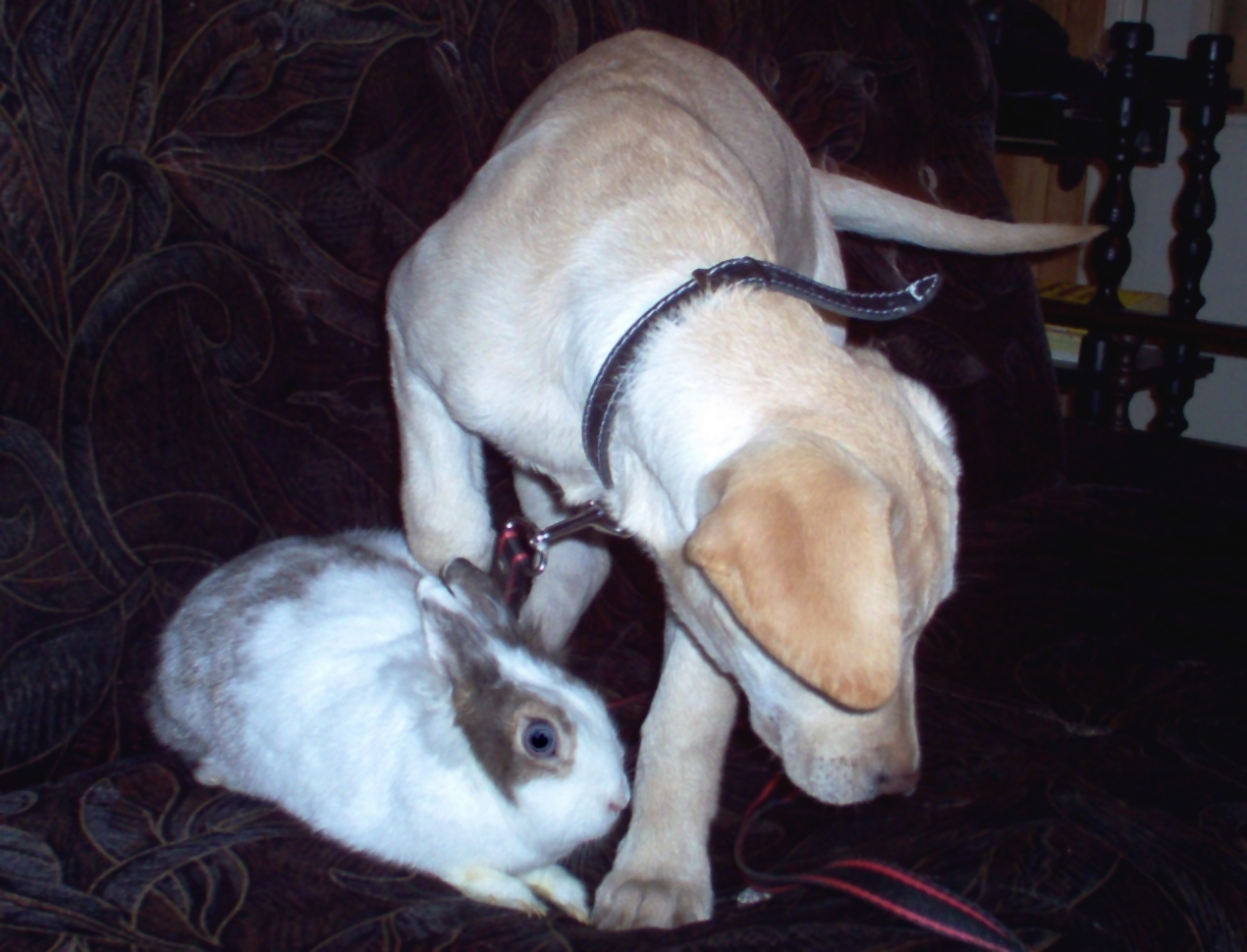
Dwa zaprzyjaźnione zwierzęta – pies i królik

Wykastrowane i zaprzyjaźnione króliki dużo razem leżą, przytulają się, myją siebie nawzajem, towarzyszą sobie w stresujących sytuacjach i są dla siebie wsparciem. Króliki żyjące w stadzie łatwiej przechodzą okres rekonwalescencji.

### Układ pokarmowy królików
Królik jest zwierzęciem roślinożernym, charakteryzuje się bardzo dobrze rozwiniętym przewodem pokarmowym dostosowanym do wykorzystania ciężko strawnych, balastowych części pasz. Żołądek królika jest stosunkowo mały. Ma pojemność 180–200 cm³ i jest słabo umięśniony, pokarm przesuwa się w nim wyłącznie pod wpływem nacisku nowo połykanych porcji. Wobec tego każda dłuższa przerwa w przyjmowaniu pożywienia może być przyczyną zaburzeń trawiennych. Królik jednorazowo bardzo często pobiera niewielką ilość pokarmu. Stwierdzono, że w ciągu doby żeruje około 70 do 80 razy, a czas jednego posiłku trwa od 1 do 2 minut. W nocy królik nie je, ale uzupełnia zawartość żołądka własnym kałem tzw. nocnym (koprofagia). Dlatego też przesuwanie miazgi pokarmowej nie ulega zakłóceniu. Królik wydala dwa rodzaje kału: zwykłe owalne bobki i ciemne grudki o nieregularnym kształcie i miękkiej konsystencji. Zjada tylko miękką część kału, nie zjada bobków. Miękka frakcja, zwana kałem nocnym, pojawia się zwykle po 6 godzinach od zjedzenia ostatniego posiłku tj. około północy. Królik pobiera ten kał prosto z odbytu i wypełnia nim około 1/3 żołądka.

### Karmienie królików
Dieta udomowionego królika jest różna w zależności od celów, dla których jest on hodowany - jednak żeby zwierzę było zdrowe i żyło długo ważne jest, żeby trzymać się głównych zasad żywienia. Najważniejszym składnikiem diety ras królików hodowanych jako zwierzę domowe jest siano. Siano jest podstawą złożonych, wieloskładnikowych pokarmów, ale zazwyczaj powinno być ono podawane w formie suszonych źdźbeł traw, jako iż króliki mozolnie przeżuwając siano ścierają swe zęby. Jest ono niezbędne także ze względu na sposób działania króliczego układu pokarmowego, który potrzebuje dużej ilości surowego włókna do odpowiedniego trawienia i wypróżniania się. Ważnym uzupełnieniem diety jest mieszanka (najczęściej suszonych) roślin - głównie łąkowych, składająca się z np. babki lancetowatej, mniszka pospolitego, chabra bławatka, jasnoty purpurowej, babki szerokolistnej, cykorii podróżnik, dziurawca, gwiazdnicy pospolitej, jasnoty białej, jeżówki purpurowej, koniczyny, krwawniku, pięciornika gęsiego, podagrycznika, podbiału, pokrzywy, czy stokrotki pospolitej.
Oprócz ww. składników diety latem można podawać dobrze umyte i osuszone, świeże zielonki, a zimą – rośliny okopowe. Na pokarm dla królików nadaje się również wiele dziko rosnących ziół np. łopian, dziki chrzan, rumianek i cykoria. Króliki bardzo lubią wiele rodzajów warzyw, choć nie wszystkie z nich można podawać często - króliki są bardzo podatne na wzdęcia, które niektóre warzywa mogą powodować (np. kapusta - podajemy tylko pekińską, brokuł, brukselka, kalafior). Przy podawaniu kapusty i innych warzyw wzdymających należy zawsze stosować także zioła przeciw wzdymające jak koperek i tymianek. Latem można podawać świeże liście i gałązki, a zimą suszone drzew takich jak: wierzba, osika, lipa, leszczyna, brzoza i wiele innych. Można także poszerzać dietę o gałązki oraz liście drzew i krzewów owocowych, np. jabłoń, malina bądź grusza.
Królik także powinien mieć stały dostęp do wody - niezależnie od prowadzonej diety. Powinna być ona świeża, wymieniana co najmniej raz dziennie.
Ilość i rodzaj karmy decydująco wpływa na rozwój, kondycję i długość życia zwierząt.
Dużym błędem jest podawanie zbóż. Dotyczy to przede wszystkim całych ziaren. Są one zbędne w diecie zdrowego osobnika. W przeciwieństwie do siana, spożywanie zbóż nie powoduje ścierania stale rosnących siekaczy, dodatkowo może powodować zaburzenia w procesie fermentacji, nadwagę. Podobna sytuacja ma się w przypadku czerstwego pieczywa. Zboża mogą być podawane tylko w karmach ratunkowych dla szybkiego zwiększenia masy chorego zwierzęcia.
Zamiast ziaren zbóż – jako uzupełnienie diety – można królikowi podawać niektóre nasiona, chociażby dyni, koperku, ostropestu plamistego, siemienia lnianego, wiesiołka, kozieradki, czy ogórecznika. Nasion nie powinno podawać się codziennie, a 1–2 razy w tygodniu odpowiednią ilość

## Choroby królików
Króliki są zwykle mało odporne na choroby. Dlatego należy szczególnie o nie dbać, bo ich leczenie może być trudne i kosztowne.
Najczęstszymi przyczynami ich powstawania są:
- niedostateczna higiena i zła pielęgnacja
- niewłaściwe żywienie
- brak szczepień
- nieodkażanie klatek
- sprowadzenie chorób zakaźnych z zewnątrz
- różnego rodzaju rany, zadrapania, stłuczenia, zwichnięcia, złamania i pogryzienia
- pasożyty zewnętrzne i wewnętrzne
- brak regularnych kontroli weterynaryjnych

## Rasy
Podobnie jak rasy psów, rasy królików zostały głównie stworzone sztucznie przez człowieka, w różnych wiekach i dla różnych celów. Różnią się cechami fizycznymi, wymogami hodowli lub opieki oraz temperamentem.